# Белмес
Белмес (на испански: Belmez) е населено място и община в Испания. Намира се в провинция Кордоба, в състава на автономната област Андалусия. Общината влиза в състава на района (комарка) Вале дел Гуадиято. Заема площ от 211 km². Населението му е 3207 души (по преброяване от 2010 г.). Разстоянието до административния център на провинцията е 71 km.

## Демография
| 4115 | 4057 | 3992 | 3924 | 3817 | 3705 | 3588 | 3527 |